# Пализо де Бовуа, Амбруаз Мари Франсуа Жозеф
Амбруаз Мари Франсуа Жозеф Пализо де Бовуа (фр. Ambroise Marie François Joseph Palisot de Beauvois, 27 июля 1752 — 21 января 1820) — французский ботаник, миколог и натуралист (естествоиспытатель).

## Биография
Амбруаз Мари Франсуа Жозеф Пализо де Бовуа родился в городе Аррас 27 июля 1752 года.
В 1786 году Амбруаз Мари Франсуа Жозеф Пализо де Бовуа находился в исследовательской поездке, во время которой он посетил Африку. Во время этой поездки он посетил несколько неизвестных регионов Бенина и отослал большую коллекцию насекомых и растений в Париж.
Амбруаз Мари Франсуа Жозеф Пализо де Бовуа умер в Париже 21 января 1820 года.

## Научная деятельность
Амбруаз Мари Франсуа Жозеф Пализо де Бовуа специализировался на папоротниковидных, мохообразных, водорослях, семенных растениях и на микологии.

## Некоторые научные работы
- Flore d’Oware et de Benin (1804—1821, deux volumes, 120 planches).
- Insectes recueillis en Afrique et en Amérique (1805—1821, 90 planches).
- Prodrome des cinquième et sixième familles de l'Æthéogamie, les mousses, les lycopodes (1805).
- Essai d’une nouvelle agrostographie (1812).
- Muscologie ou traité sur les mousses (1822).